# Ukraine subcarpathique
22 novembre 1938 – 15 mars 1939
Entités précédentes :
- Rus' subcarpatique

Entités suivantes :
- République de Transcarpatie (1939)

L’Ukraine subcarpathique (en ukrainien : Карпа́тська Украї́на, romanisé : Karpats’ka Ukrayina, IPA : [kɐrˈpɑtsjkɐ ʊkrɐˈjinɐ]) était une région autonome de la Seconde République tchécoslovaque, créée le 22 novembre 1938 aux dépens la Ruthénie subcarpathique.
Elle prononce unilatéralement son statut de république indépendante le 15 mars 1939, après l'annexion de la république tchécoslovaque par le IIIe Reich et la dissolution de celle-ci, et cesse d'exister le lendemain, 16 mars 1939, par l'invasion de l'armée hongroise de l'amiral Horthy.